# Etylgrupp

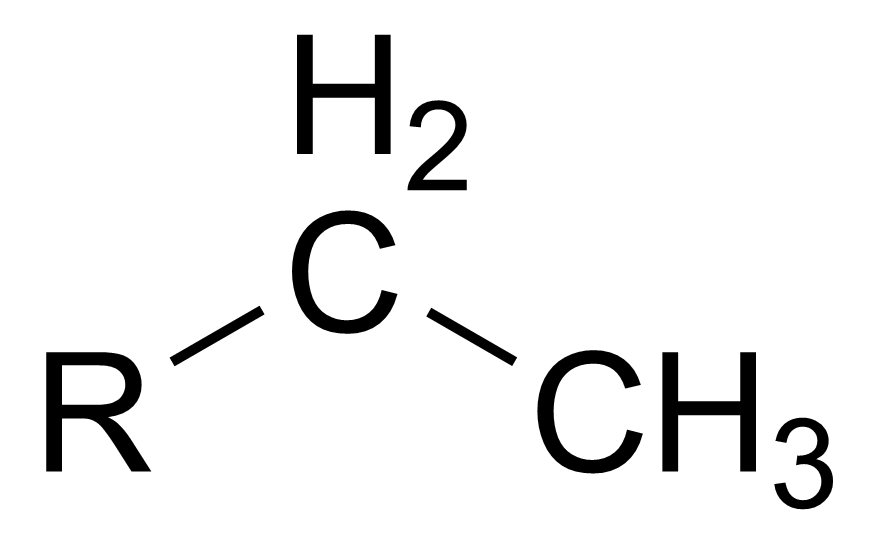
Etylgruppens struktur

En etylgrupp är en funktionell grupp i organiska kemiska föreningar. Etylgruppen består av två kolatomer och fem väteatomer, och har strukturformeln -CH2CH3. Namnet etyl är härlett från etan, CH3CH3.
Ämnen som innehåller en etylgrupp kan ha "-etyl-" i namnet. Ett exempel på detta är etylalkohol, som är en alternativ beteckning för etanol, CH2CH3OH.